# قوشچی-حسن‌لی
قوشچی-حسن‌لی (به لاتین: Kushchi-Gasanly) یک منطقهٔ مسکونی در جمهوری آذربایجان است که در نفتالان واقع شده‌است.